# Saint-Élier
Saint-Élier är en kommun i departementet Eure i regionen Normandie i norra Frankrike. Kommunen ligger i kantonen Conches-en-Ouche som tillhör arrondissementet Évreux. År 2022 hade Saint-Élier 404 invånare.

## Befolkningsutveckling
Antalet invånare i kommunen Saint-Élier
Referens:INSEE